# Caloplaca neotropica
Caloplaca neotropica är en lavart som beskrevs av Wetmore. Caloplaca neotropica ingår i släktet orangelavar och familjen Teloschistaceae.   Inga underarter finns listade i Catalogue of Life.